# Blumenbachia hieronymi
Blumenbachia hieronymi là một loài thực vật có hoa trong họ Loasaceae. Loài này được Urb. mô tả khoa học đầu tiên năm 1884.

## Hình ảnh

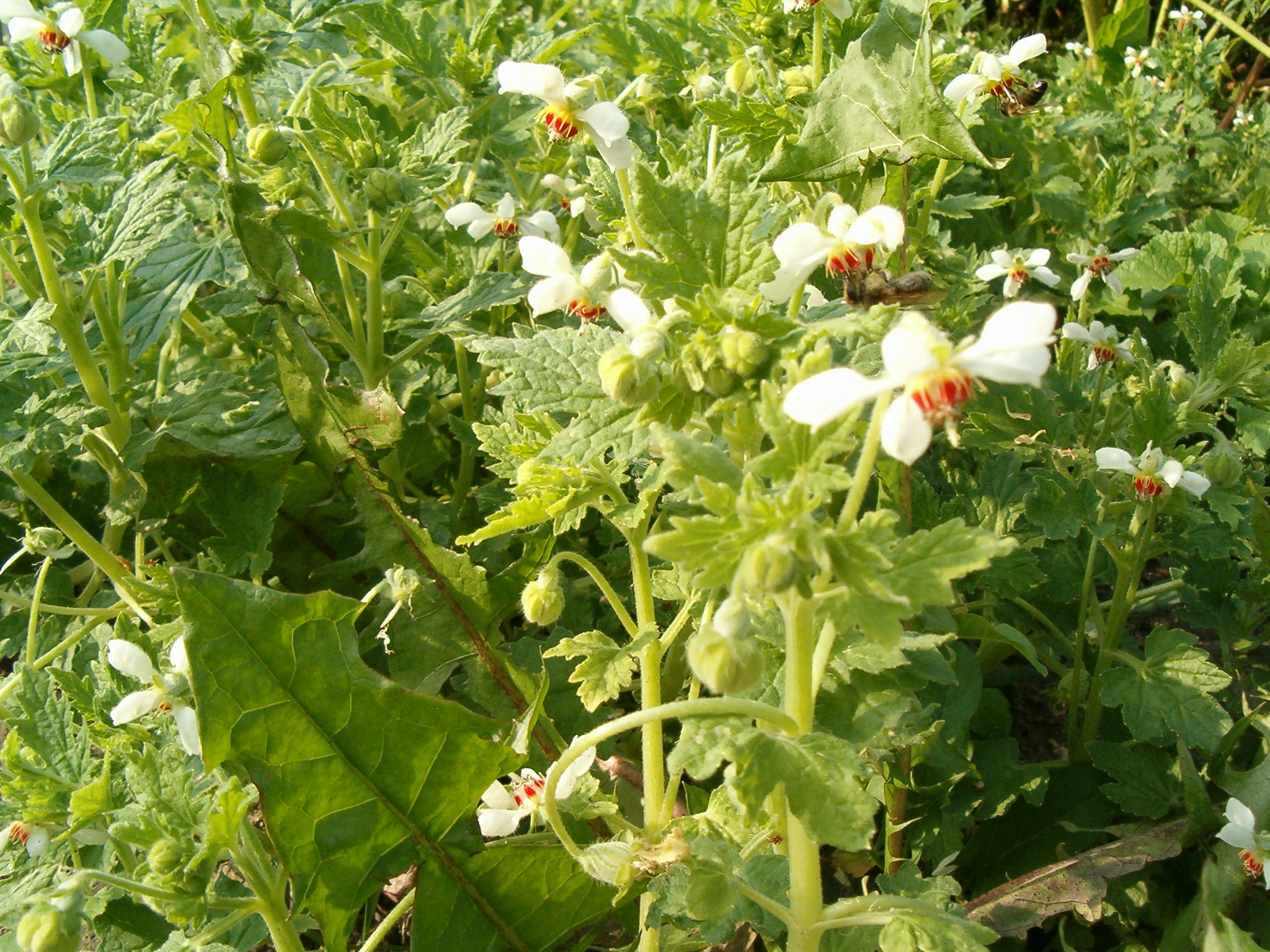
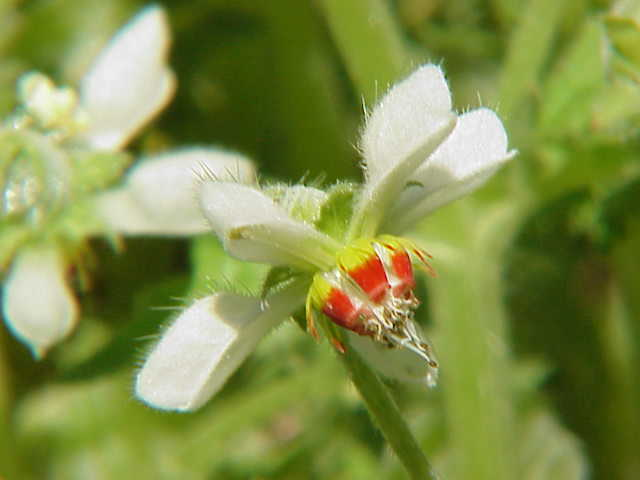
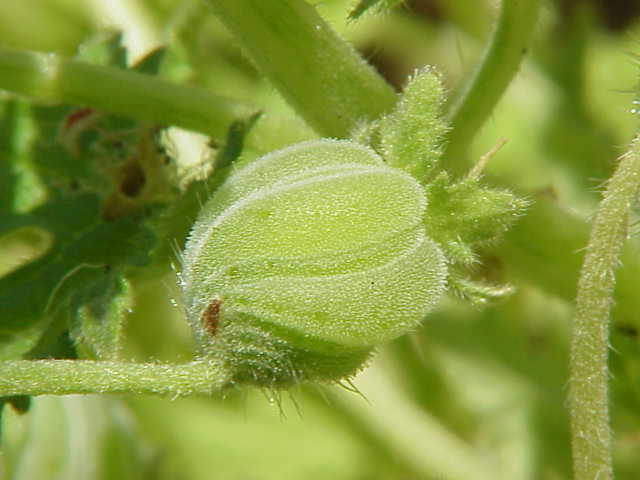
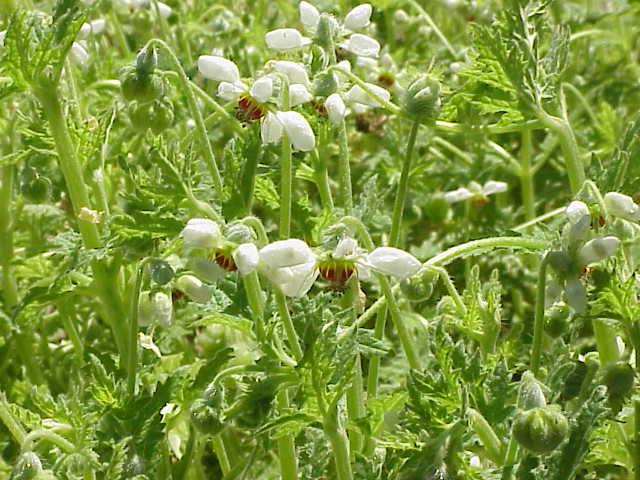